# Амвросий (Шевцов)
Епископ Амвро́сий (в миру Андре́й Григо́рьевич Шевцо́в; род. 9 декабря 1975, Гомель, БССР) — архиерей Белорусской православной церкви, епископ Борисовский и Марьиногорский. Председатель Синодальной комиссии Белорусской православной церкви по канонизации святых.

## Биография
Летом 1976 года был крещён в храме святителя Николая Чудотворца деревни Старый Кривск Рогачёвского района Гомельской области. С 1981 по 1992 годы обучался в средней школе.
С 1990 года проходил послушание иподиакона у епископа Гомельского и Жлобинского Аристарха (Станкевича). После окончания в 1992 году средней школы стал старшим иподиаконом. В 1993 году поступил в Минскую духовную семинарию.
8 декабря 1994 года стал первым насельником новообразованного Никольского мужского монастыря в городе Гомеле.
7 июля 1995 года в Никольском храме монастыря архимандритом Антонием (Кузнецовым) был пострижен в монашество с именем Амвросий в честь преподобного Амвросия Оптинского. 16 июля в Никольском храме монастыря рукоположён в сан иеродиакона епископом Гомельским и Жлобинским Аристархом (Станкевичем). Назначен на служение в Никольский мужской монастырь в городе Гомеле.
21 мая 1997 года рукоположён в сан иеромонаха епископом епископом Гомельским и Жлобинским Аристархом (Станкевичем) с оставлением в клире того же храма.
В 1999 году окончил Минскую духовную семинарию.
22 октября 2002 года возведён в сан игумена.
В декабре 2008 года переведён на служение в Петропавловский кафедральный собор города Гомеля и назначен заведующим канцелярией Гомельской епархии.
25 февраля 2012 года в храме Святителя Николая Чудотворца Никольского монастыря города Гомеля архиепископом Гомельским и Жлобинским Аристархом возведён в сан архимандрита.
12 марта 2012 года назначен наместником Никольского мужского монастыря в городе Гомеле.
В 2015 году окончил Минскую духовную академию.
4 апреля 2017 года решением Священного синода Белорусской православной церкви назначен председателем Синодальной комиссии Белорусской православной церкви по канонизации святых.

### Архиерейство
23 августа 2019 года Синодом Белорусской православной церкви был избран епископом Светлогорским, викарием Гомельской епархии. Там же отмечалось, что «благодаря усердным трудам архимандрита Амвросия в монастыре устроена и налажена социальная, благотворительная, духовно-нравственная и миссионерская работа. Ведётся активная работа с молодёжью, возобновлено издание монастырской газеты „Правило веры“». 30 августа решение было утверждено Священным синодом Русской православной церкви.
4 сентября 2019 года в Тронном зале кафедрального соборного храма Христа Спасителя в Москве состоялось наречение архимандрита Амвросия во епископа Светлогорского.
6 октября того же года в храме Христа Спасителя был хиротонисан во епископа Светлогорского. Хиротонию совершили: патриарх Кирилл, митрополит Минский и Заславский Павел (Пономарёв), митрополит Липецкий и Задонский Арсений (Епифанов), архиепископ Бакинский и Азербайджанский Александр (Ищеин), архиепископ Гомельский и Жлобинский Стефан (Нещерет), епископ Борисовский и Марьиногорский Вениамин (Тупеко), епископ Воскресенский Дионисий (Порубай), епископ Павлово-Посадский Фома (Мосолов), епископ Зеленоградский Савва (Тутунов).
5 октября 2023 года Синод Белорусского Экзархата постановил представить Патриарху Кириллу и Священному Синоду Русской Православной Церкви к избранию для замещения вакантной Борисовской кафедры епископа Светлогорского Амвросия, викария Гомельской епархии. 27 декабря 2023 года решением Священного Синода РПЦ назначен епископом Борисовским и Марьиногорским.

## Публикации
- Взаимное доверие в отношениях игумена и братии. // monasterium.by, 17 мая 2016
- Архимандрит Амвросий (Шевцов): Исповедь — это не «подача декларации», а очень личное общение человека с Богом. // monasterium.by, 7 декабря 2017.